# Университет в Мадрас
Университетът на Мадрас е сред най-старите университети в Индия.

## История
Президентството на Мадрас (административна единица в Британска Индия) съставя предложение за създаване на висше училище, което е гласувано от 70 000 граждани. През 1839 година е изискано да бъде построен английски колеж в индийския град Мадрас. Публичната петиция е съставена от адвокат генерал Джордж Нортън. Той е акредитиран като първи президент на Университета през 1840 г.
Висшето училище е структурирано в 2 департамента.